# Ringiculidae
Ringiculidae zijn een familie van weekdieren uit de klasse van de Gastropoda (slakken).

## Taxonomie
De volgende geslachten zijn bij de familie ingedeeld:
- Microglyphis Dall, 1902
  - = Hyporingicula Habe, 1952
- Pseudoringicula Lin, 1980
- Ringicula Deshayes, 1838
  - = Plicatra F. Nordsieck, 1972
  - = Ringactaeon F. Nordsieck, 1972
  - = Ringiculadda Iredale, 1936
  - = Ringiculina Monterosato, 1884
- Ringiculoides Minichev, 1966
- Ringiculopsis Chavan, 1947
- Ringiculospongia Sacco, 1892